# Национализация в Румынии
Национализация средств производства в Социалистической Республике Румыния — политика, предпринятая новыми коммунистическими властями Румынии для того, чтобы заложить основы социализма. 

## История

### Предыстория
В апреле 1948 года была утверждена Конституция Румынской Народной Республики, которая закрепила достижения народа, достигнутые за годы демократического правления. Этот документ подвел итоги борьбы рабочего класса и всех трудящихся за политическую власть, законодательно утвердив диктатуру пролетариата. Высшим законодательным органом стало Великое национальное собрание. Конституция 1948 года провозглашала право на труд и необходимость защиты всех трудящихся от капиталистической эксплуатации.
Одним из ключевых шагов социалистической революции стала национализация основных средств производства. Партия РКП готовила национализацию крупных предприятий на протяжении многих месяцев, а также обучала рабочих, способных управлять экономикой.
11 июня 1948 года Великое национальное собрание приняло закон о национализации основных промышленных предприятий, банков, шахт, железных дорог и страховых обществ; народное государство фактически ликвидировало крупную буржуазию как класс. На базе национализированных предприятий был создан государственный социалистический сектор. Для управления национализированной промышленностью в июле 1948 года была создана Государственная плановая комиссия.

### Ход национализации
Актом, который позволил осуществить эту меру, был Закон 119, принятый Великим национальным собранием 11 июня 1948 года. Статья 1 предписывала национализации «все богатства земли, не находившиеся в собственности государства на момент вступления в силу Конституции Румынской Народной Республики 1948 года. А также отдельные предприятия, частные промышленные, банковские, страховые, горнодобывающие, транспортные и телекоммуникационные компании.
Национализированы (как правило, без какой-либо компенсации) 8894 промышленных, горнодобывающих, транспортных, банковских и страховых предприятий, за ними в ноябре 1948 года последовали 383 кинотеатра и медико-санитарные учреждения. К 1950 году мера была применена к химическим предприятиям, аптекам и остальным хозяйственным компаниям.
Национализация также затронула значительное количество домов. Регулярно упоминается цифра около 400 000 зданий. По данным Societatea Academică din România (SAR), от 241 000 до 600 000 объектов недвижимости были затронуты этой мерой.
Начавшаяся в 1948 национализация и коллективизация сельского хозяйства (1949-62) сыграли решающую роль в ликвидации капиталистической экономики и создании социалистической экономики, основанной на государственной или кооперативной собственности.
После свержения коммунистического режима в Румынии государство пыталось выплатить компенсацию домовладельцам и владельцам предприятий, которые не смогли вернуть свои дома, промышленность или земли. В 2005 году был создан специальный фонд, предназначенный для компенсаций: Fondul Proprietate[рум.].